# 朴龍二
朴 龍二（パク・ヨンイ、韓: 박용이、PARK Yong Ie、2000年3月5日-）は東京都出身のサッカー選手、Jリーグ・高知ユナイテッドSC所属。 ポジションは､MF（ウイング、ウイングバック）およびDF（サイドバック）。

## 略歴
在日韓国人4世で、5歳の頃に地元のサッカースクールでサッカーを始めた。東京朝鮮中高級学校でもサッカー部に所属していたが、監督やサッカーのスタイルが自分に合わないと感じてプロサッカー選手になれないと思ったところに父の勧めもあり、高級部2年生の時にスペイン・バルセロナに半年間短期留学してUEサン・アンドレウのユースチームでプレーした。当時18歳未満だったためリーグ戦には出場ができなかった。
東京朝鮮中高級学校サッカー部では全国高等学校サッカー選手権大会東京都大会でベスト4止まりで全国大会には進出できなかったため、卒業後に再びバルセロナに渡りAEジョゼップ・マリア・ジェネU-19に入って1年間プレー。2019年にADアルコルコンのCチーム (U-23) に加入し、副キャプテンを務めた2020-21シーズンにはスペイン7部リーグで優勝し6部昇格を決めた。しかし、個人としてはBチームの練習には参加できたもののBチームへの昇格は叶わず、2021年12月に退団して日本に帰国した。
帰国後は2022年2月までJリーグクラブへの加入機会も模索していたが、三度バルセロナへ渡り2022年3月から5月にかけてハビ・モレノが監督を務めていたセグンダ・フェデラシオン（4部）のCFバダロナの練習に参加しながらトライアウトを受けていた。しかし、テルセーラ・フェデラシオン（5部）降格が決定してしまったため加入することはなかった。
2022年8月31日、セグンダ・フェデラシオンのADアルコルコンBに加入。
2024年9月にFC KOREAに加入。東京都リーグ2部で優勝する。
2025年6月20日、J3リーグの高知ユナイテッドSCに移籍。Jリーグへの挑戦は自身初となる。

## 所属クラブ
- 東京朝鮮第一初中級学校
- 東京朝鮮中高級学校
- UEサン・アンドレウユース
- AEジョゼップ・マリア・ジェネU-19
- 2019年 - 2021年12月 ADアルコルコンU-23
- 2022年8月 - 2023年 ADアルコルコンB
- 2024年9月 - 2025年6月  FC KOREA
- 2025年6月-　 高知ユナイテッドSC

## 人物
- 父親は株式会社トゥエレスバリエンテを設立してスペインサッカー留学事業を手がけており、龍二も同社所属選手の1人である[1]。
- 日本語、韓国語、スペイン語を話すトリリンガルである。